# Noša v Ljubljani v 17. in 18. stoletju
V Ljubljani je bila obleka prebivalcev v 17. in 18.stoletju že dokaj pestra, saj so se predstavniki različnih stanov oblačili svojemu stanu primerno. Večinoma pa je prevladovala za moške noša, širokokrajni klobuk, krajša ali daljša suknja, hlače iz sivega ali temnega blaga, ki je bilo gosto ali redkeje tkano, barvaste nogavice in bolj ali manj kakovostno izdelani nizki čevlji. V mesto so prihajali tudi okoličani, ki so pogosto bili oblečeni v belo platneno obleko. Ženske so nosile na glavah starodavno pečo - to je bil preprost kos platna, ki so ga ženske nagubale na zelo umetelen način, pritrdile so jo na glavo in iz kosa platna je nastalo čudovito poceni pokrivalo.
Prazniška peča se je ločila od delavniške peče po blagu in gubah. K ženski noši je spadal še modrc, dolgo krilo s pasom in na rokavih lepo nabran ošpetelj. Vrat in nedra je pokrivala pisana ruta, često iz svile (žide). Dekleta so na glavah nosila šapelj, tista, ki so prihajale iz Štajerske ali Bele krajine pa parata. Nošenje avbe (iz nem. die Haube) je kasnejšega datuma. Moški so na cestah nosili še palice, nekateri lepo izrezbarjene, drugi okovane celo z železnimi kljukami ali drenove gorjače, ki so jim prav prišle v nevarnih primerih in nemirnih časih. Na splošno lahko rečemo, da Ljubljančani v 17. in 18. stoletju niso bili oblečeni prav bogato, vendar vsekakor čedno.